# Urophora mandschurica
Urophora mandschurica
 es una especie de insecto del género Urophora de la familia Tephritidae del orden Diptera. 
Erich Martin Hering lo describió científicamente por primera vez en el año 1940.